# Abong-Mbang

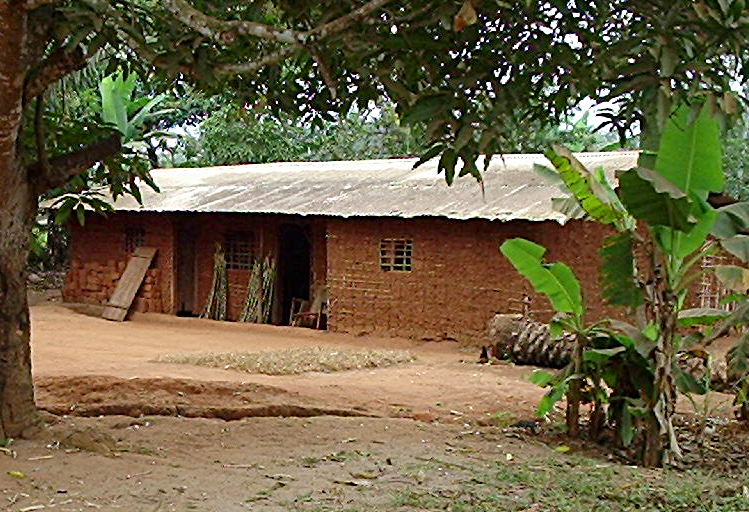
Typiskt makahus i Abong-Mbang.

Abong-Mbang (Abong Mbang) är en stad och kommun i Östra regionen och departementet Haut-Nyong i södra Kamerun. Folkmängden uppgick till 15 663 invånare vid folkräkningen 2005. Staden är belägen 311 km öster om huvudstaden Yaoundé. Den nås på riksväg N10, som följer floden Nyong. Den mindre vägen P6 leder söderut mot Lomié.
Abong-Mbang är centrum för makafolket. Maka är ett bantuspråk. Huvudnäringen är jordbruk med bananer, kakao, majs och tomater. I de omgivande skogarna finns jägarfolket Baka.
Doumé-Abong-Mbang utgör ett stift av romersk-katolska kyrkan, som omfattar 46,7 % av befolkningen.
På 1800-talet anlände tyska kolonisatörer. De använde Nyongfloden för att nå skogar av gummiträd långt inne i landet, och byggde ett fort i den redan existerande staden. Fransmännen tog över 1919, efter Tysklands nederlag i första världskriget.